# Trollhättans landsfiskalsdistrikt
Trollhättans landsfiskalsdistrikt var 1918–1964 ett landsfiskalsdistrikt i Älvsborgs län, bildat som Tunhems landsfiskalsdistrikt när Sveriges indelning i landsfiskalsdistrikt trädde i kraft den 1 januari 1918, enligt beslut den 7 september 1917. Den 1 juli 1945 (enligt beslut den 29 juni 1945) ändrades landsfiskalsdistriktets namn till Trollhättans landsfiskalsdistrikt, och landsfiskalsdistriktet fick två anställda landsfiskaler: den ena som polischef och allmän åklagare, och den andra som utmätningsman. Den 1 januari 1965 avskaffades i Sverige samtliga landsfiskaler och landsfiskalsdistrikt, och deras arbetsuppgifter delades upp på de nyskapade indelningarna polisdistrikt, åklagardistrikt och kronofogdedistrikt.
Landsfiskalsdistriktet låg under länsstyrelsen i Älvsborgs län.

## Ingående områden
När Sveriges nya indelning i landsfiskalsdistrikt trädde i kraft den 1 oktober 1941 (enligt kungörelsen den 28 juni 1941) lämnades Tunhems landsfiskalsdistrikt opåverkat, men regeringen anförde i kungörelsen att den ville i framtiden besluta om landsfiskalsdistriktets förenande med Vassända landsfiskalsdistrikt samt utbrytande av Trollhättans stad till ett eget landsfiskalsdistrikt. Den 1 januari 1945 (enligt beslut den 22 december 1944) tillfördes Väne-Ryrs landskommun från det upplösta Vassända landsfiskalsdistrikt. När Sveriges nya indelning i landsfiskalsdistrikt trädde i kraft den 1 januari 1952 (enligt kungörelsen 1 juni 1951) ändrades distriktets indelning genom kommunreformen 1952 men omfattningen ändrades inte.

### Från 1918
- Trollhättans stad

Väne härad:
- Gärdhems landskommun
- Norra Björke landskommun
- Väne-Åsaka landskommun
- Västra Tunhems landskommun

### Från 1945
- Trollhättans stad

Väne härad:
- Gärdhems landskommun
- Norra Björke landskommun
- Väne-Ryrs landskommun
- Väne-Åsaka landskommun
- Västra Tunhems landskommun

### Från 1 januari 1952
- Södra Väne landskommun
- Trollhättans stad
- Västra Tunhems landskommun